# Cap Denison
Le cap Denison est un cap rocheux de la baie du Commonwealth en Antarctique.
Il est découvert en 1912 par l'expédition antarctique australasienne de Douglas Mawson et est nommé d'après Sir Hugh Denison de Sydney, un parrain de l'expédition.
Le cap est choisi pour l'installation de la base principale de l'expédition, Mawson's Huts. Il est classé comme site historique de l'Antarctique.